# Smacigastes methanophilus
Smacigastes methanophilus is een eenoogkreeftjessoort uit de familie van de Tegastidae. De wetenschappelijke naam van de soort is voor het eerst geldig gepubliceerd in 2009 door Plum & Martinez Arbizu.